# Championnat d'Arabie saoudite de football 1982-1983
Navigation
Saison précédente Saison suivante
La saison 1982-1983 du Championnat d'Arabie saoudite de football est la septième édition du championnat de première division en Arabie saoudite. La Premier League regroupe les dix meilleurs clubs du pays au sein d'une poule unique où ils s'affrontent deux fois au cours de la saison, à domicile et à l'extérieur. À la fin de la compétition, les deux derniers du classement sont relégués et remplacés par les deux meilleurs clubs de deuxième division.
C'est le club d'Ettifaq FC qui remporte le championnat en terminant en tête du classement final, avec un seul point d'avance sur Al-Hilal FC et quatre sur Al Shabab Riyad. C'est le tout premier titre de champion d'Arabie saoudite de l'histoire du club, qui se qualifie du même coup pour la Coupe du golfe des clubs champions 1983.

## Les clubs participants
| - Al Nasr Riyad - Al-Hilal FC - Al Ahli - Al Ittihad - Al Rouda | - Al Qadisiya Al Khubar - Al Shabab Riyad - Ohud Médine - Promu de D2 - Ettifaq FC - Al-Nahda |

## Compétition

### Classement
Seul le total de points des équipes est connu. Le barème utilisé pour établir le classement est le suivant :
- Victoire : 2 points
- Match nul : 1 point
- Défaite : 0 point

| Rang | Équipe                | Pts | J  | G | N | P | Bp | Bc | Diff |
| ---- | --------------------- | --- | -- | - | - | - | -- | -- | ---- |
| 1    | Ettifaq FC            | 28  | 18 |   |   |   |    |    |      |
| 2    | Al-Hilal FC           | 27  | 18 |   |   |   |    |    |      |
| 3    | Al Shabab Riyad       | 24  | 18 |   |   |   |    |    |      |
| 4    | Al Nasr Riyad         | 20  | 18 |   |   |   |    |    |      |
| 5    | Al Ahli               | 20  | 18 |   |   |   |    |    |      |
| 6    | Al IttihadT           | 16  | 18 |   |   |   |    |    |      |
| 7    | Al Qadisiya Al Khubar | 14  | 18 |   |   |   |    |    |      |
| 8    | Al-Nahda              | 11  | 18 |   |   |   |    |    |      |
| 9    | Al-Rouda              | 11  | 18 |   |   |   |    |    |      |
| 10   | Ohud MédineP          | 9   | 18 |   |   |   |    |    |      |

|  | Qualification pour la Coupe du golfe des clubs champions 1983 |
|  | Relégation directe en deuxième division                       |
|  | T : Tenant du titre P : Promu de deuxième division            |

## Bilan de la saison
| Championnat d'Arabie saoudite de football 1982-1983 |                        |
| Champion                                            | Ettifaq FC (1er titre) |
| Coupes et trophées                                  |                        |
| Vainqueur de la Coupe d'Arabie saoudite 1982-1983   | Non disputée           |
| Qualifications continentales                        |                        |
| Coupe du golfe des clubs champions 1983             | Ettifaq FC             |
| Promotions et relégations                           |                        |
| Promus en Premier League                            | Al Wehda               |
| Promus en Premier League                            | Al Riyad SC            |
| Relégués en First Division                          | Al Rouda               |
| Relégués en First Division                          | Ohud Médine            |